# 马拉奇
马拉奇（西班牙語：Marrachí）是西班牙巴利阿里群岛的一个市镇。总面积54平方公里，总人口2341人（2001年），人口密度434人/平方公里。